# Mesoptychiaceae
Mesoptychiaceae là một họ rêu trong bộ Jungermanniales.